# くるみるしゃべる
くるみるしゃべるは、2021年にオンライン開催となった「なすしおばら映画祭」にて公開された日本の短編映画。全編、栃木県那須塩原市にて撮影された。

## 概要
オンラインなすしおばら映画祭の為に制作された2本のうちの1本が本作である。
役者のトレーニングスタジオ「CREACT -クリアクト-」が企画し、ワークショップの一環で制作。
ART369プロジェクトに沿い、黒磯駅から県道369号線を北上して歩くロードムービー。撮影は2020年12月に行われ、那須塩原市図書館みるる内ではドローンによる撮影も行った。

## あらすじ
黒磯駅前に立地する那須塩原市図書館みるる内の展示を見た後藤楽生が、前沢くるみとともに栃木県道369号線をたどりながら、芸術作品に触れたり、旧青木家那須別邸や深山ダムなどの建築物に触れたりして、「芸術とはなにか」を追求していくストーリー。

## キャスト
- 前沢くるみ：小柴カリン
- 後藤楽生：宇野拓
- 劇団主宰：公塚千晴
- 劇団員1：江澤蛍
- 劇団員2：山野もも
- 劇団員3：北池美和
- 劇団員4：細田安規
- 街音スタッフ：有希
- チアリーダー：篠嵜温美
- チアリーダー2：大河原萌子

## スタッフ
- プロデューサー：川岡大次郎
- 撮影：鳥居康剛
- 録音：小川武
- ドローン撮影：中村誠
- 音楽：山下俊輔
- 監督・脚本：杉山嘉一